# Coupe du Liechtenstein de football 2019-2020
Navigation
Édition précédente Édition suivante
La coupe du Liechtenstein 2019-2020 de football est la 75e édition de la Coupe nationale de football, la seule compétition nationale du pays en l'absence de championnat. Le vainqueur de la compétition se qualifie pour le premier tour préliminaire de la Ligue Europa 2020-2021. Elle débute le 20 août 2019 et se conclut le 6 mai 2020, jour de la finale disputée au Rheinpark Stadion de Vaduz. Les sept équipes premières du pays ainsi que plusieurs équipes réserves de ces clubs, soit quinze équipes au total, s'affrontent dans des tours à élimination directe.
La compétition est définitivement abandonnée le 11 mai 2020 en raison de la pandémie de Covid-19.

## Premier tour
Le premier tour concerne les équipes réserves ainsi que le FC Triesenberg, le FC Triesen et le FC Schaan. 5 des 11 équipes qui doit participer sont dispensés de ce tour.
| Date         | Équipe 1          | Résultat | Équipe 2      |
| ------------ | ----------------- | -------- | ------------- |
| 20 août 2019 | FC Vaduz III      | 0 - 6    | FC Triesen    |
| 28 août 2019 | FC Triesenberg II | 3 - 4    | FC Schaan II  |
| 28 août 2019 | FC Triesen II     | 0 - 1    | FC Balzers II |

## Deuxième tour
Le deuxième tour voit s'affronter les équipes qualifiées du premier tour, ainsi que celles qui en avaient été dispensées.
| Date              | Équipe 1              | Résultat        | Équipe 2             |
| ----------------- | --------------------- | --------------- | -------------------- |
| 17 septembre 2019 | FC Schaan II          | 3 - 3 4 - 3 tab | FC Ruggell II        |
| 17 septembre 2019 | FC Schaan             | 5 - 3 ap        | USV Eschen/Mauren II |
| 17 septembre 2019 | USV Eschen/Mauren III | 1 - 3 ap        | FC Triesenberg       |
| 18 septembre 2019 | FC Balzers II         | 2 - 4           | FC Triesen           |

## Quarts de finale
Les quatre meilleures équipes du pays (FC Vaduz, FC Balzers, USV Eschen/Mauren et FC Ruggell) entrent en lice en quarts de finale.
| Date            | Équipe 1       | Résultat | Équipe 2          |
| --------------- | -------------- | -------- | ----------------- |
| 23 octobre 2019 | FC Triesenberg | 0 - 5    | FC Ruggell        |
| 29 octobre 2019 | FC Schaan II   | 0 - 7    | FC Balzers        |
| 29 octobre 2019 | FC Triesen     | 1 - 3    | FC Vaduz          |
| 30 octobre 2019 | FC Schaan      | 0 - 3    | USV Eschen/Mauren |

## Demi-finales
| Date         | Équipe 1   | Résultat | Équipe 2          |
| ------------ | ---------- | -------- | ----------------- |
| 11 mars 2020 | FC Balzers | 1 - 6    | FC Vaduz          |
| 7 avril 2020 | FC Ruggell | Annulé   | USV Eschen/Mauren |

La demi-finale entre le FC Ruggell et l'USV Eschen/Mauren est définitivement annulée le 11 mai 2020.

## Finale
La finale de la Coupe est définitivement annulée le 15 mai 2020.
| 6 mai 2020 | FC Vaduz | Annulé |  | Vaduz |  |
|            |          |        |  |       |  |